# Восточноевропейская кухня

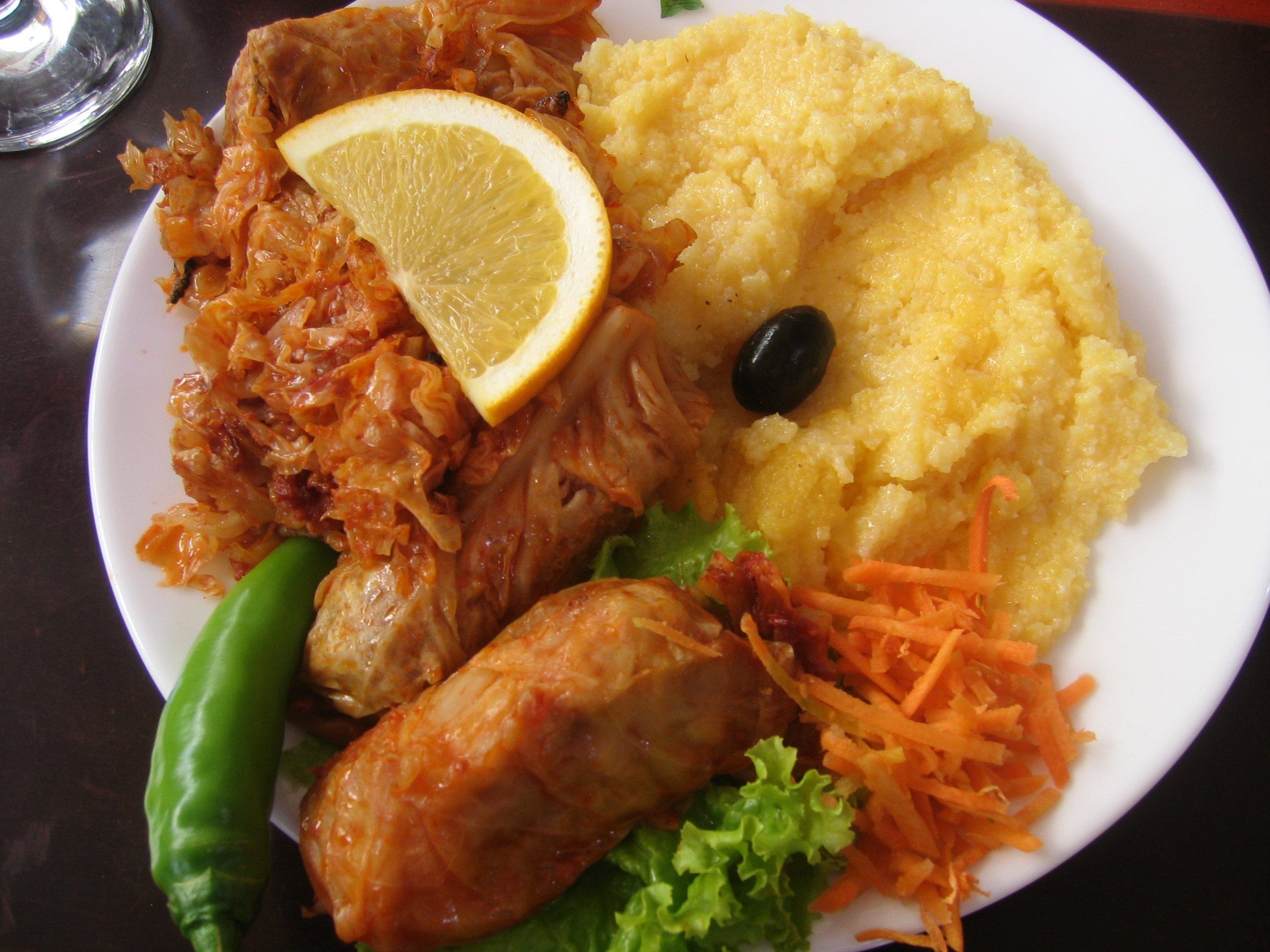
Сарма (голубцы) и мамалыга — популярны в Румынии, Молдове и других странах Восточной Европы.

Восточноевропейская кухня соединяет в себе множество различных культур, национальностей, языков и историй Восточной Европы.

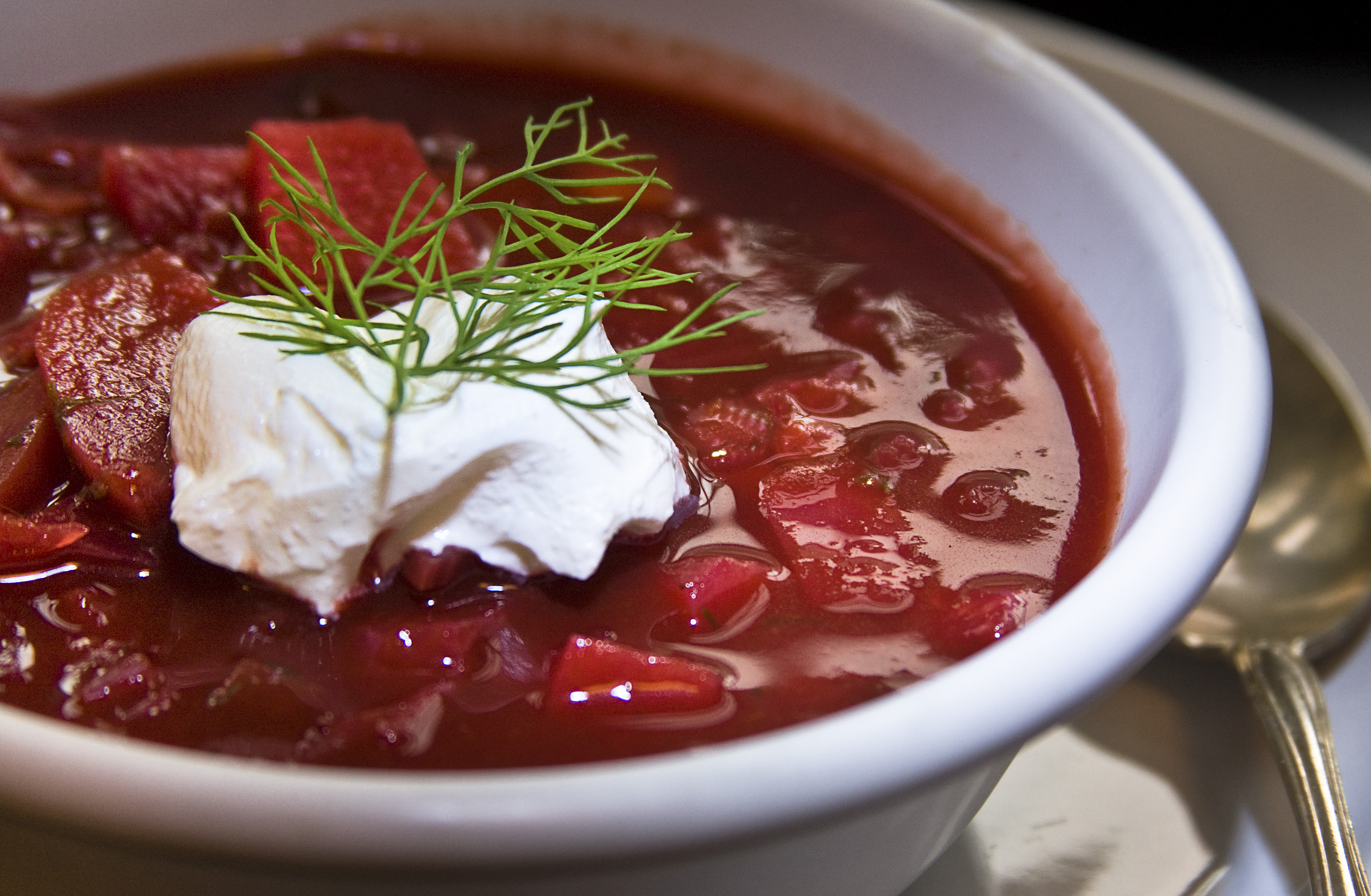
Борщ — свекольный суп, распространенный во многих странах Центральной и Восточной Европы.

Кухня Восточной Европы находится под сильным влиянием климата и в ней наблюдается зависимость от региона. Так, кухни стран Восточно-Европейской равнины — (белорусская, русская и украинская кухни) — имеют много общего.
Напротив, региональные кухни народов Кавказа имеют своеобразную специфику.

## Характеристики
По мнению Э. Зибарт, автора книги «Ethnic Food Lover’s Companion», все течения восточноевропейских кухонь тесно связаны с политическим, социальным и экономическими возрождениями регионов после длительных периодов исторических потрясений. «Это сытная кухня, с изобилием мяса и кореньев, со вкусом дыма — отчасти бытовая еда, отчасти роскошь». Основные ингредиенты восточноевропейской кухни это: яйца, которые чаще всего используются в тесте и выпечке; молочные продукты (среди основных продуктов — сметана, творог и сыр); зерновые, а точнее рожь, ячмень, пшеница, гречиха и просо, используемые в кашах и при выпечке хлеба; овощи в сыром виде и в засолке; различные виды рыбы (лосось, щука, карп и сельдь), дикая птица и домашняя (курица, утка, гусь, куропатка, перепел, индейка); различные виды красного мяса, такие как телятина, говядина, свинина и баранина; и множество фруктов, включая груши, сливы, вишню, малину, гранаты, используемые для десертов и различных ликеров. Пищевой индекс традиционных блюд, как правило, с высоким содержанием холестерина, натрия и жира.
Значительную роль в формировании кухонь Восточной Европы сыграл религиозный фактор. Так, в России, Украине, Белоруссии и других странах господствала Православная церковь, в Литве, Польше и других странах — католическая; церковная жизнь диктовала определённые традиции и пищевые запреты (в том числе во время постов). Несмотря на то, что теоретически пост должен был занимать большую часть года, для восточноевропейских кухонь характерна любовь к мясным блюдам. В то же время посты привели к развитию блюд, содержащих зерновые и крахмал, таких, как каши, различные блюда из картофеля, и использованию продуктов растительного происхождения (растительное масло, розовая вода, маковое молочко) вместо животных жиров и приправ. Различные виды каш пользовались популярностью во всех восточноевропейских странах.
В регионах, населённых народами, исповедующими ислам и другие религии, традиционная пища обладала своеобразными особенностями: так, татары употребляли различные блюда из лошадиного мяса; финно-угорские народности зачастую сочетали в одном блюде различные типы мяса, а иногда — мясо и рыбу.

## Основные виды блюд
Каши в восточноевропейских славянских странах готовятся практически из всех видов зерна. В Латвии популярна каша из перловки (латыш. pugra), в которую добавляют бобовые, в Литве — каша из картофеля, бобовых и свинины. Кроме того, из зерна делают различные кисели, в том числе ферментированные.
Хлеб во многих восточноевропейских странах долгое время оставался основным продуктом питания и ему приписываются магические свойства. Виды круглого хлеба (калачи, каравай и им подобные) характерны для ряда стран (Россия, Украина, Болгария, Румыния). Кроме того, распространён чёрный ржаной хлеб; различные блюда из чёрного хлеба встречаются в Латвии — суп, кисель и даже мороженое.
Для Восточной Европы характерны различные виды блюд из теста, часто фаршированного — пельмени (Россия), вареники (Украина), колдуны (Литва, Белоруссия), цепеллины (Литва), галушки (Украина). Ряд таких блюд известны и в татарской и других кухнях восточных регионов России — эчпочмаки и другие.
С XVIII в. в Восточной Европе распространился картофель, который стал одним из основных продуктов. Возникло множество блюд из картофеля, в том числе белорусские драники.
В восточноевропейской кухне имеются различные виды супов на овощной основе, в том числе борщ: супы типа борща распространены в России, Украине, Армении, Молдове (чорба). Изначально свёкла в рецепт борща не входила: свёкла и капуста появились в составе борща лишь после XVII в. Различные рецепты борща встречаются в русской, украинской и многих других кухнях.
Среди популярных молочных продуктов и блюд в Восточной Европе встречаются различные виды сметаны и творога.
В Восточной Европе встречались множество видов самодельных алкогольных напитков, в том числе пиво из можжевеловых ягод, алкогольные напитки из берёзового сока (Россия, Белоруссия, Эстония), напитки из зерна, такие, как квас, буза, эстонский таар (эст. taar).

## Книги по восточноевропейской кухне
- Е. И. Молоховец. Подарок молодым хозяйкам, 1861—1917.
  - Elena Molokhovets, Classic Russian Cooking: A Gift to Young Housewives. Indiana University Press, 1998. ISBN 978-0253212108
- Институт питания Академии медицинских наук СССР. Книга о вкусной и здоровой пище. Москва: Пищевая промышленность, 1939—1999.
  - The Book of Tasty and Healthy Food: Iconic Cookbook of the Soviet Union. SkyPeak Publishing LLC, 2012, ISBN 978-0615691350
- «Кулинария». Госторгиздат, 1955—1958.
- В. В. Похлебкин. Национальные кухни наших народов. Москва: Пищевая промышленность, 1980. ISBN 978-5952427839
  - V. V. Pokhlebkin. Russian Delight: A Cookbook of the Soviet People, London: Pan Books, 1978.
- В. В. Похлебкин. Кулинарный словарь от А до Я. Москва: Центрполиграф, 2000. ISBN 5-227-00460-9
- J. Gronow, S. Zhuravlev, The Establishment of Soviet Haute Cuisine. In Educated Tastes: Food, Drink, and Connoisseur Culture. Ed: Jeremy Strong. University of Nebraska Press, 2011, ISBN 978-0803219359
- Darra Goldstein. A Taste of Russia: A Cookbook of Russia Hospitality, Russian Life Books, 2nd edition: 1999, ISBN 978-1940585031
- Darra Goldstein. The Georgian Feast: The Vibrant Culture and Savory Food of Georgia. University of California Press, 2013, ISBN 978-0520275911
- Anya Von Bremzen, John Welchman. Please to the Table: The Russian Cookbook. Workman Pub., 1990. ISBN 9780894807534
- Metzger, Christine (ed.). Culinaria Germany. Cambridge: Ullmann, 2008.
- Fragner, Bert (2000). «From the Caucasus to the Roof of the World: a culinary adventure». In Sami Zubaida; Richard Tapper (eds.). A Taste of Thyme: Culinary Cultures of the Middle East (2nd ed.). London & New York: Tauris Parke Paperbacks. ISBN 1-86064-603-4.
- Robert Strybel, Maria Strybel. Polish Heritage Cookery. Hippocrene Books, 2005. ISBN 9780781811248
- Massimo Montanari. Il mondo in cucina. Laterza, 2002
- Sidney Mintz. Tasting Food, Tasting Freedom: Excursions into Eating, Power, and the Past. Beacon Press, 1997, ISBN 0807046299
- Mintalová — Zubercová, Zora: Všetko okolo stola I.(All around the table I.), Vydavateľstvo Matice slovenskej, 2009, ISBN 978-80-89208-94-4
- Л. Я. Старовойт, М. С. Косовенко, Ж. М. Смирнова, Кулінарія. Київ: Вища школа, 1992, ISBN 5-11-002319-0
- Українські страви. Київ: Державне видавництво технiчної лiтератури УРСР, 1960.
- Л. М. Безусенко (ред.): Українська нацiональна кухня. Київ: Сталкер, 2002, ISBN 966-596-462-3.